# Velación
La velación  (del latín velatio, -onis, acción de tapar con un velo) es una ceremonia litúrgica de la Iglesia católica que se realiza mediante la llamada misa de velaciones, celebrada posteriormente a la misa de boda o nupcial para propiciar que los hijos de la pareja casada se educaran cristianamente y más aún que fueran sacerdotes.

## Desarrollo
En esta ceremonia se cubría con un velo o palio los hombros del varón y completamente la cabeza de la mujer. La velación, al igual que la unión de manos (dextrarum iunctio) y el intercambio de anillos, existía ya y existe aún hoy en el rito del matrimonio judío. También existía ya en el rito pagano del matrimonio romano antiguo, pero el velo de la esposa era de color rojo, el flammeum. Hay variantes de este rito según el país de que se trate. En algunas partes de Italia y en Francia se sostiene el velo sobre los dos novios. En algunos sitios el velo traía nudos, quizá representando la unión matrimonial. En otros, dos velas se encendían al momento de la velación y permanecían encendidas, una al lado de la novia, la otra al lado del novio, hasta concluir la liturgia.
En España se realizaba durante la misa votiva pro sponsis o en favor de los esposos, que no estaba permitida en los tiempos penitenciales de Adviento y Cuaresma, es decir entre el primer domingo de Adviento hasta el día de Navidad inclusive y desde el miércoles de Ceniza hasta el Domingo de Pascua. La velación tampoco estaba permitida en todos los días que no ocurriera un oficio de domingo, fiesta de guardar o de precepto, de doble clásico, de infraoctavas privilegiadas de primer y segundo orden, de vigilias privilegiadas de Epifanía y Pentecostés y de las rogativas (si hay procesión). En los días en que no estaba permitida esta misa era lícito añadir a la oración del oficio del día la conmemoración pro sponsis. 
En la liturgia mozárabe el velo no debe ser sin más el paño de hombros utilizado para dar la bendición eucarística, sino un velo hecho al efecto, suficientemente amplio, blanco y con dos franjas rojas longitudinales; se realiza entre el padrenuestro y la bendición nupcial, y los esposos permanecen en su lugar y se arrodillan. Entonces se pone el velo de color blanco y rojo sobre la cabeza de la esposa y los hombros del esposo, simbolizando el vínculo que los une.
Su ceremonial no se diferenciaba de la misa ordinaria hasta el paternoster (padrenuestro). Dicho el amén y previa genuflexión, se retiraba un poco el sacerdote celebrante hacia el lado de la epístola y de cara a los desposados, situados de rodillas ante el altar, cubiertos los hombros del varón y la cabeza de la mujer con un velo blanco y encarnado o cubiertos con yugo o banda los hombros de ambos, según las costumbres de cada sitio, leía con las manos unidas las oraciones Oremus, Propitiare y Oremus, Deus qui potestate con sus conclusiones (la misma oración que Rafael hiciera sobre Tobías y Sara) y saludo de cabeza hacia el Santísimo Sacramento al Jesucristo, sosteniendo el acólito el misal. Concluidas las oraciones, volvía al medio del altar, reiteraba la genuflexión y proseguía la misa como de costumbre.
Al final de la misa, antes del Placeat tibi se volvía otra vez a los esposos y decía sin Oremus la oración Deus Abraham, sosteniéndole el acólito el libro. Luego, despojados del velo por el acólito, los amonestaba sobre el cumplimiento de los deberes conyugales y los rociaba con agua bendita sin decir nada. Devuelto el hisopo al acólito, volvía al altar, decía la oración secreta Placeat, daba la bendición del modo ordinario y terminaba la misa como de costumbre.
En una misma misa se podía dar la bendición nupcial a muchas parejas a la vez, sin cambiar a plural las preces especiales. En cada parroquia debía haber un libro de velaciones independiente del libro de bautismos y el libro de defunciones. La misa de velaciones era casi el doble más cara que la misa de boda, y mucho más si se celebraba en un día distinto al de la boda, y aún más si se celebraba el rito en una casa privada. Este coste hacía que sólo se permitieran esta misa las familias pudientes o muy devotas. Una famosa misa de velación fue la celebrada en la capilla del Alcázar de Segovia el 14 de noviembre de 1570 entre Felipe II y su prima Ana de Austria. Ana de Austria ya se había casado por poderes con el monarca español en el Castillo de Praga en mayo de ese mismo año.